# Bahnhof Deutz/Messe (Stadtbahn di Colonia)
La stazione di Bahnhof Deutz/Messe (letteralmente: "Stazione di Deutz/Fiera") è una stazione sotterranea della Stadtbahn di Colonia.

## Storia
La stazione di Bahnhof Deutz/Messe venne attivata il 10 aprile 1983, all'apertura del tunnel di Deutz della Stadtbahn di Colonia.

## Strutture e impianti
Si tratta di una stazione sotterranea, con due binari – uno per ogni senso di marcia – serviti da due marciapiedi laterali.
I mezzanini della stazione sono direttamente collegati con la stazione ferroviaria e con l'ingresso della fiera.
La stazione è predisposta per l'incrocio con una seconda linea sotterranea della Stadtbahn, prevista in passato con andamento nord-sud da Mülheim alla Severinsbrücke; tale linea tuttavia non fu mai costruita.
Immediatamente ad est della stazione è presente un fascio di ricovero dei treni.

## Movimento
La stazione è servita dalle linee 1 e 9; in superficie corrono invece le linee 3 e 4, servita da una fermata denominata "Bahnhof Deutz/LANXESS arena".

## Interscambi
- Stazione ferroviaria (Colonia Fiera/Deutz)[3]
- Fermata Stadtbahn in superficie (Bahnhof Deutz/LANXESS arena, linee 3 e 4)[3]
- Fermata autobus[4]